# اصول زمین‌شناسی
اصول زمین‌شناسی (انگلیسی: Principles of Geology) عنوان کتابی است از چارلز لایل زمین‌شناس اهل بریتانیا که در سال ۱۸۳۰ میلادی منتشر گردید. تا سال ۱۸۷۵ میلادی ۱۲ ویرایش از این کتاب به چاپ رسید.